# Törökul Dschanuzakow

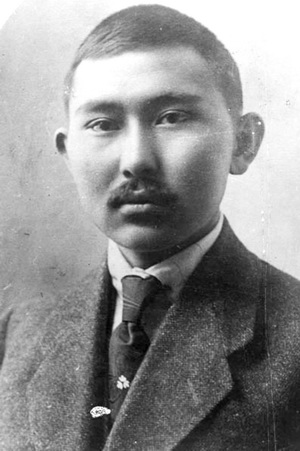
Törökul Dschanuzakov

Törökul Dschanuzakow (kirgisisch Төрөкул Жанузаков, russisch Торокул Джанузаков, auch Törökul Zhanuzakov, * 1893 in Taldy-Bulak, Talas-region in Kirgisistan; † 1921) war ein sowjetischer Politiker und Stellvertretender Vorsitzender des Zentralen Exekutivkomitees der Autonomen Sozialistischen Sowjetrepublik Turkestan, 1916 Vorsitzender der Flüchtlingskommission, einer der Hauptorganisatoren und Führer der pan-türkischen Bewegung in Turkestan sowie Mitglied der geheimen politischen Organisation Turkestan National Union (TMB).

## Leben
Dschanuzakow und der Vorsitzende des Zentralen Wahlausschusses der Autonomen Sozialistischen Sowjetrepublik Turkestan, Turar Rysqulow, waren seit der Kindheit befreundet. Gemeinsam absolvierten sie 1909 das Internat Merke. Als bester Absolvent wurde Dschanuzakow von der Verwaltung beim Generalgouverneur von Turkestan als Dolmetscher akzeptiert.
Laut Auszügen aus den Tagebüchern von Dmitry Furmanov nahm Dschanuzakow aktiv am Aufstand des Jahres 1916 teil und war einer seiner Führer.
Während der Sowjetzeit war Dschanusakow einer der Gründer und Vorsitzenden der Flüchtlingskommission, die sich um die Teilnehmer des Aufstands von 1916 kümmerten. Er schaffte es, die Bevölkerung, die unter den Strafaktionen des zaristischen Regimes litt, von den Steuern zu befreien, um Geldbeträge und andere materielle Hilfsmittel für die Bevölkerung von Turkestan bereitzustellen. Er untersuchte Gräueltaten der Kulaken in den Tälern Chuy und Issyk-Kul gegen die einheimischen Kirgisen. Als Ergebnis der Untersuchung des Mordes im Jahr 1916 an 537 unbewaffnete Kirgisen – alte Männer, Frauen und Kinder in der Nähe des Dorfes Belovodskoye – wurden die Organisatoren dieses Verbrechens zur Hinrichtung verurteilt. Dank Dschanuzakows Einsatz kehrten die Flüchtlinge aus China zurück, ihr Land, das während und unmittelbar nach dem Aufstand besetzt war, ging an die früheren Besitzern zurück. Später wurden seine Bedenken hinsichtlich der Verbesserung der Situation seiner Landsleute jedoch als "Verzerrungen der Landpolitik" interpretiert.
Er nahm an dem Kongress der Völker des Ostens teil, der im September 1920 in Baku abgehalten wurde. Er leitete dort eine Delegation der turkestanischen Völker und legte einen Bericht vor. Er wurde zum Mitglied des ständigen Aktionsrats und der Propaganda im Osten gewählt.
Auf den Tagungen des Samarkand Turkestan National Union Congress, der vom 5. bis 7. September stattfand, wurden die Satzung der Gesellschaft, bestehend aus 24 Punkten und die Flagge Turkistans verabschiedet. In dem Komitee, das die Nationalflagge von Turkestan vorbereitete, arbeitete Dschanuzakow zusammen mit Munevver Kari und Zeki Velidi Togan und einigen anderen Personen.
Parallel zur Teilnahme an der nationalen Befreiungsbewegung beschäftigte sich Törökul Dschanuzakow mit wissenschaftlicher Forschung: Er sammelte Folklore, führte archäographische und ethnographische Untersuchungen durch.
Dschanuzakow wurde im Jahr 1921 im Alter von 28 Jahren von den Tscheka-Behörden erschossen.
Bericht des bevollmächtigten Vertreters der Tscheka in der Turkestanischen Republik Jakow Peters vor dem Präsidium der Tscheka vom 17. November 1921:

„... Wir meinen das ernst. Wir hatten einen von den Festgenommenen rekrutiert ... gab ihm die Gelegenheit zur Flucht, und er ist jetzt in Fergana, in der am meisten basmachischen Umgebung. In dem Bericht Dschanuzakow erwähnt, der in diesem Fall vielleicht die verantwortungsvollste Rolle spielt, war die ganze Zeit in Ferghana bei den Basmachi. Ich wies die Agenten an, Dschanuzakow um jeden Preis zu fangen, und hinterließ eine ziemlich große Geldsumme für diesen Zweck. Der erste Versuch war erfolglos, Dschanuzakow konnte fliehen, aber wir nahmen seine Aktentasche mit äußerst wichtiger Korrespondenz fest, nur das Problem war, dass die Mappe während der Schlacht im Fluss ertrank. Ein weiterer Versuch war erfolgreich. Dschanuzakow wurde gefangen genommen, aber auf dem Weg wurde unsere Abteilung von den Basmachi angegriffen. Aus Angst, Dschanuzakow zu verlieren, wurde er von der Abteilung getötet und wir erhielten nur seine Leiche. An einem anderen Tag erhielt ich ein Telegramm von Com. Eichmans, dass es ihm gelungen ist, seine sehr wertvollen Papiere über den ulemistischen Fall zu finden, die mir in naher Zukunft zugestellt werden. Obwohl uns die Existenz einer ulemistischen Organisation in Turkestan bereits vor der Verhaftung der genannten Personen bei den britischen und japanischen Konsuln bekannt war, stellte sich sofort die Frage: Ist diese Organisation ulemistisch oder haben wir Elemente mehrerer Organisationen erobert?“